# Tetrastigma rumicispermum
Tetrastigma rumicispermum là một loài thực vật hai lá mầm trong họ Nho. Loài này được (M.A. Lawson) Planch. miêu tả khoa học đầu tiên năm 1887.